# Prinz-Albrecht-von-Preußen-Denkmal (Berlin)

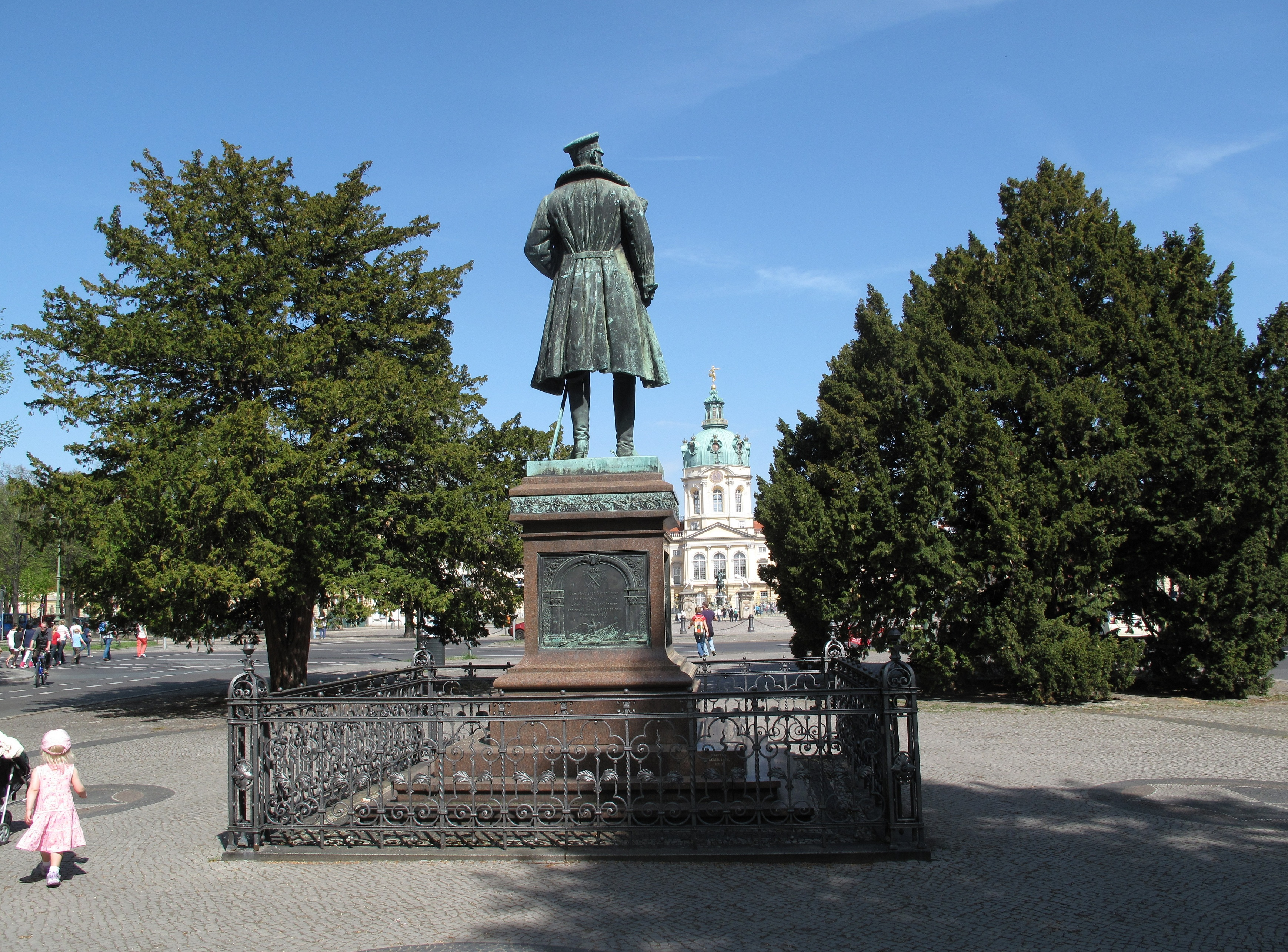
Das Denkmal in der Sichtachse zum Schloss Charlottenburg

Das Prinz-Albrecht-von-Preußen-Denkmal ist ein Standbild zu Ehren des Prinzen Albrecht von Preußen (1809–1872). Es stellt den Bruder des preußischen Königs Friedrich Wilhelm IV. und des Kaisers Wilhelm I. im Jahr 1870 als Teilnehmer im Deutsch-Französischen Krieg dar. Die Figur der Bildhauer Eugen Boermel und Conrad Freyberg aus dem Jahr 1901 steht am Nordende der Schloßstraße in Berlin-Charlottenburg.

## Lage und Ausrichtung des Standbilds
Das Denkmal befindet sich auf der Mittelpromenade der Schloßstraße an der Ecke zum Spandauer Damm. Die Sichtachse der Schloßstraße ist zum gegenüberliegenden Schloss Charlottenburg ausgerichtet. Das Zentrum der Sichtachse weist auf den Kuppelbau des Schlosses und auf das große Reiterstandbild des Großen Kurfürsten von Schlüter im Schlosshof. Die Mittelpromenade der 72 Meter breiten und bei Touristen beliebten Allee ist mit einem großzügigen Spazierweg angelegt und wird von Linden gesäumt. Jenseits der Fahrbahnen schließen sich die im spätklassizistischen Stil erbauten ehemaligen Offiziers-Kasernen des Regiments der Gardes du Corps von Stüler mit der Sammlung Scharf-Gerstenberg und dem Museum Berggruen sowie das benachbarte Bröhan-Museum an. Nach Süden führt die 900 Meter lange Allee zum Sophie-Charlotte-Platz, westlich der Straße befindet sich der Klausenerplatz-Kiez, östlich der Schustehruspark.

## Die Bildhauer

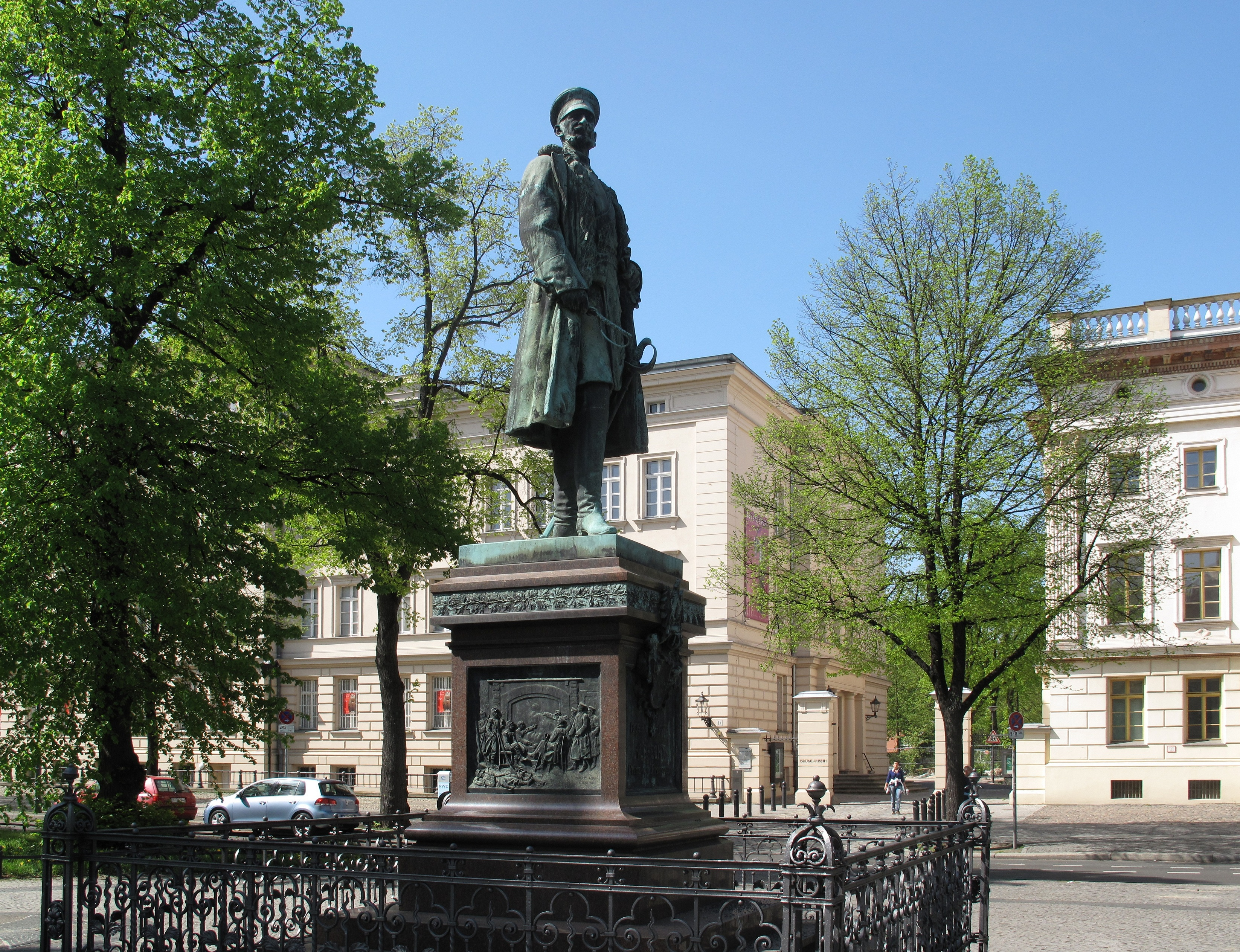
Das Denkmal vor dem Bröhan-Museum und dem Museum Berggruen

Welche Anteile die beiden Künstler Eugen Boermel und Conrad Freyberg an dem Monument hatten, ist nicht näher bekannt. Sehr wahrscheinlich ist, dass Boermel für das Standbild zuständig war, während der eher malerisch talentierte Freyberg vor allem die Sockelreliefs angefertigt haben dürfte. Dafür spricht, dass sich Freyberg als Regimentskamerad Prinz Albrechts auf dem östlichen Sockelrelief selbst dargestellt hat und ein Relief seinen Namenszug trägt. Zudem gehörten derartige Soldaten- und Pferdemalereien mit figurenreichen Schilderungen ruhiger Momente aus dem Deutsch-Französischen Krieg zu Freybergs Spezialitäten. Der Begas-Meisterschüler Boermel hingegen hatte sich gerade mit der 1900 enthüllten Denkmalgruppe 14 für die Berliner Siegesallee mit dem zentralen Standbild Kaiser Sigismunds einen Namen gemacht. Diese Arbeit bedeutete seinen Durchbruch vom Kleinplastiker zum Monumentalbildhauer und stellte ihn in die Gruppe der bevorzugten Bildhauer der Staatsaufträge Kaiser Wilhelms II., des Auftraggebers und Finanziers der Siegesallee. Das Prinz-Albrecht-von-Preußen-Denkmal war sein erster Großauftrag nach der Siegesallee und sein zweites Denkmal überhaupt. Der zeitgenössische Kunstkritiker Paul Kühn bescheinigte ihm, in den Äußerlichkeiten der Begasschule steckengeblieben zu sein.

## Das Denkmal
Das Denkmal wurde am 14. Oktober 1901 in Anwesenheit von Kaiser Wilhelm II. feierlich enthüllt. Das Standbild Albrechts steht auf einem Piedestal (Sockel), das laut Inschrift aus dem Berliner Granitwerk Kessel & Röhl stammt. Der Denkmalbereich ist von einem Ziergitter eingefasst. Unter der Katalog-Nr. 35 zeigte die Berliner Ausstellung Ethos & Pathos – Die Berliner Bildhauerschule 1786–1914 1990 eine reduzierte Bronze-Fassung des Standbilds (Höhe 74,3 cm). Sie wurde bei Gladenbeck in Berlin gegossen und befindet sich in Privatbesitz.

### Das Standbild

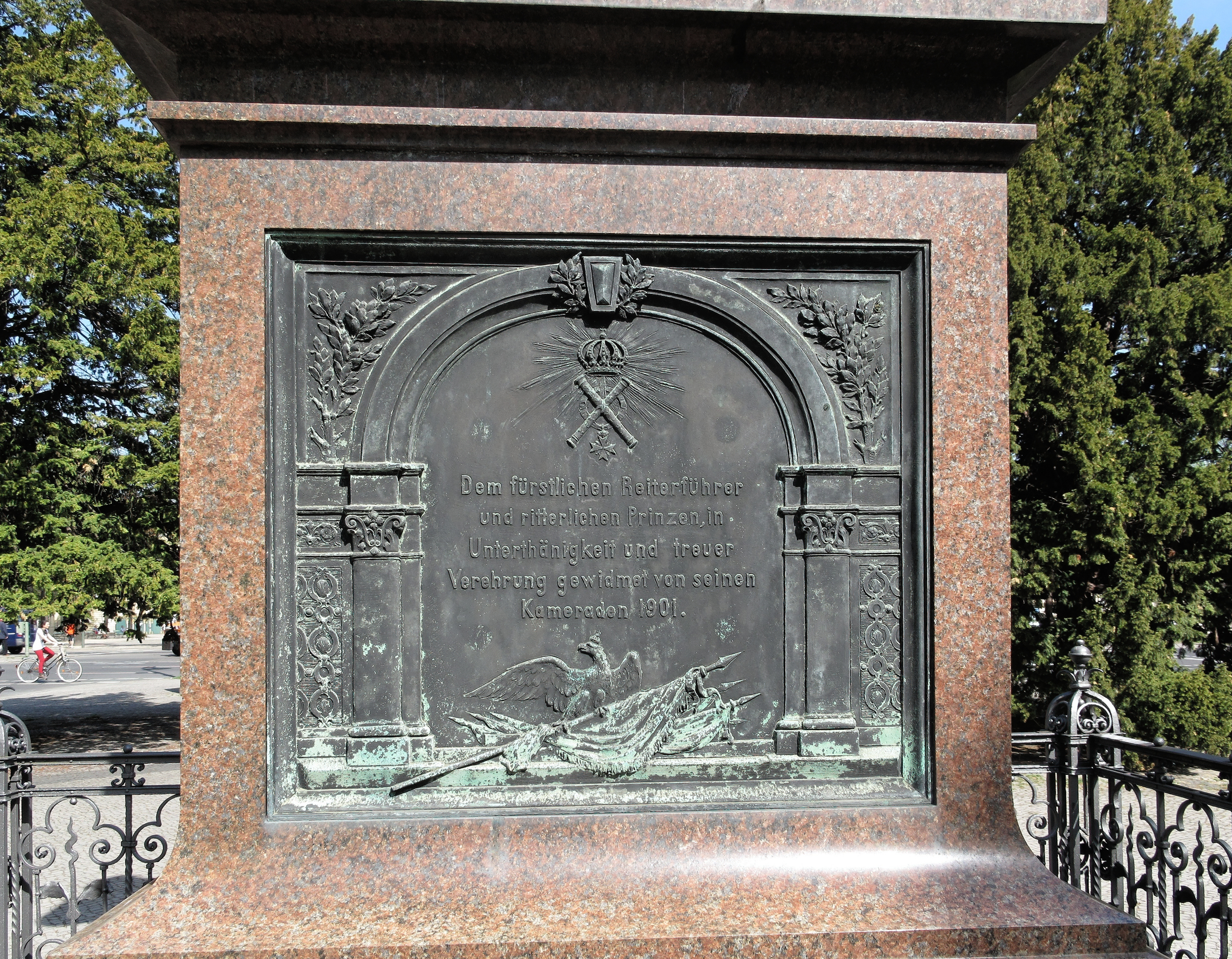
Widmungs-Relief (Südrelief)

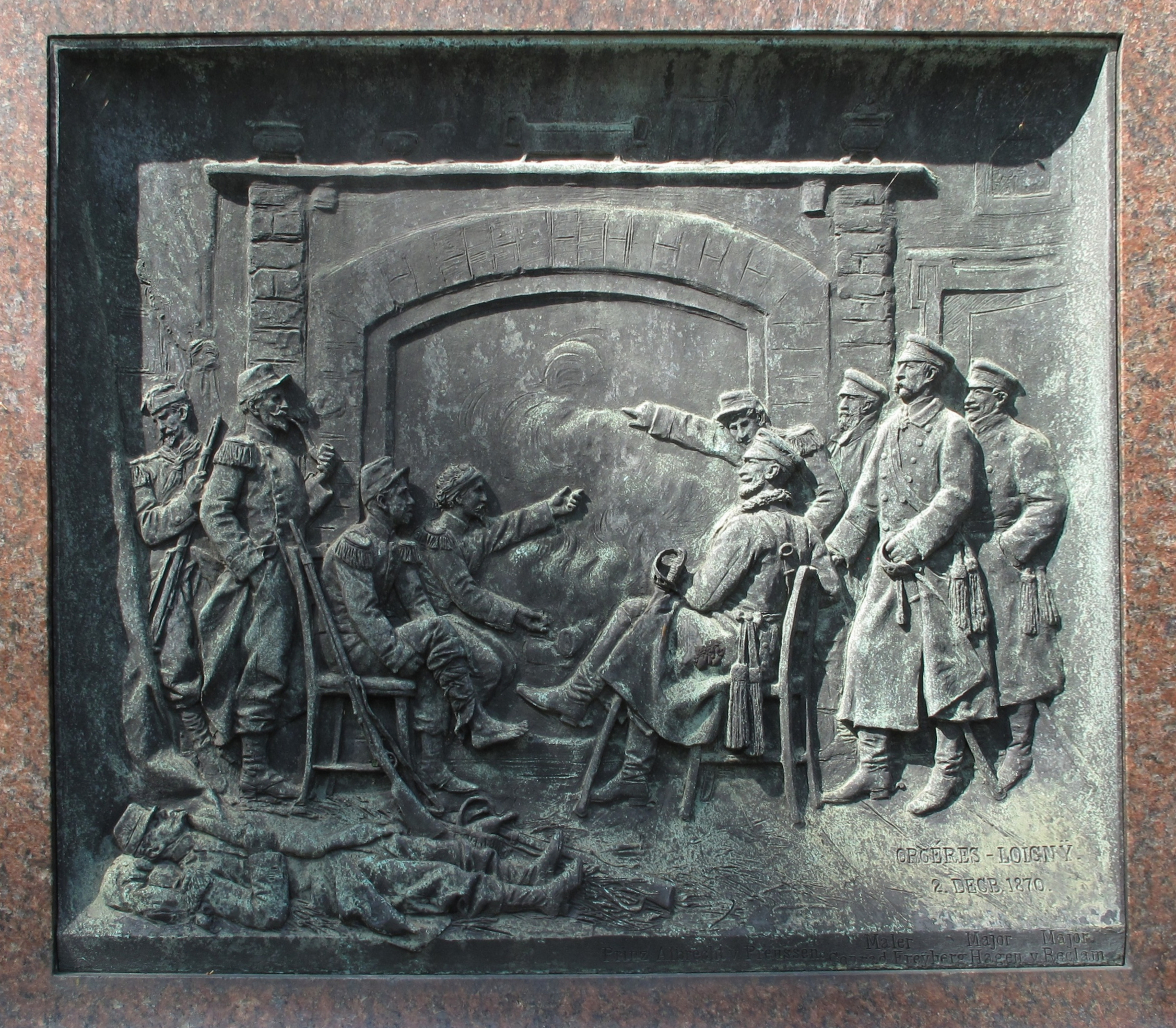
Relief mit der Szene aus der Schlacht bei Loigny und Poupry

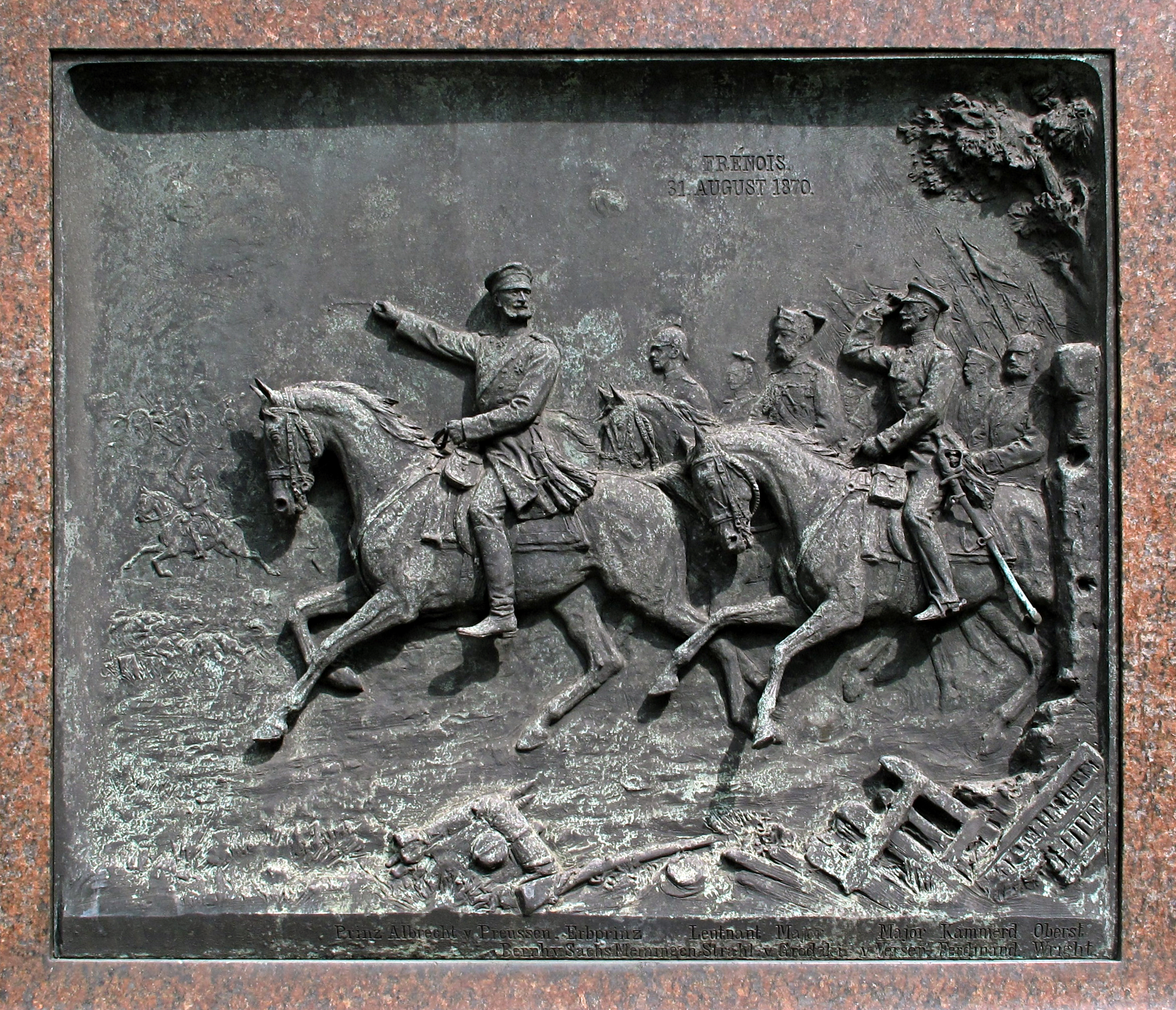
Westrelief Verfolgung des Feindes über Frenois auf Sedan

Die Bildhauer haben den Prinzen als General der Kavallerie aufgefasst, als der er im Krieg gegen Frankreich unter anderem das Kommando über die 4. Kavallerie-Division, die der 3. Armee zugeteilt war, ausübte und an mehreren Schlachten teilnahm. Das denkmalgeschützte Bronzestandbild ist zum Schloss ausgerichtet und zeigt den Reitergeneral mit weit geöffnetem, pelzbesetzten Generalsmantel, der bis zu den Knien fällt. Unter dem Mantel trägt der Prinz einen Überrock. Den nach rechts gewendete und leicht erhobenen Kopf bedeckt eine Schirmmütze, der Blick geht in die Ferne. In der Rechten hält die Figur eine Reitpeitsche, in der Linken Handschuhe. Hohe Stulpenstiefel kleiden die Beine, das rechte Bein ist leicht vorgestellt. Als Attribut ist ein langer Säbel zugefügt. Wie die Szenen aus den Sockelreliefs nahelegen, bezieht sich die Darstellung des späteren Generaloberst Albrecht auf 1870.

### Sockelreliefs
In den Sockel sind vier Bronzetafeln eingelassen. Davon zeigen zwei Kampfszenen aus dem Deutsch-Französischen Krieg von 1870/71.
- Die Tafel auf der dem Schloss zugewandten Nordseite trägt unter einem Wappen die dreizeilige Inschrift 1809–1872 / Albrecht / Prinz von Preussen.
- Die gegenüberliegende Bronzetafel an der Südseite ist mit einem berankten Rundbogen gestaltet, in dem sich oben eine Krone und unten ein Adler befindet, der mit ausgebreiteten Flügeln auf liegenden Truppenfahnen sitzt. Zwischen der Krone und dem Adler ist die fünfteilige Inschrift eingelassen: Dem fürstlichen Reiterführer / und ritterlichen Prinzen, in / Unterthänigkeit und treuer / Verehrung gewidmet von seinen / Kameraden 1901.
- Das östliche Relief Prinz Albrecht unter versprengten bewaffneten Franzosen am Abend von Orgères zeigt eine Szene vom 2. Dezember 1870 aus der Schlacht bei Loigny und Poupry.[7] In der rechten Bildhälfte sind deutsche, in der linken Bildhälfte französische Kriegsteilnehmer dargestellt, die allesamt vor einem Kamin sitzen oder stehen. Die französischen Soldaten tragen Epauletten – im französischen Heer trugen auch die Mannschaften Epauletten, nicht nur die Offiziere, allerdings nur aus Wolle. Ein Franzose redet gestikulierend auf Prinz Albrecht (mit der gleichen Physiognomie und Ausstattung wie auf dem Standbild gezeichnet) ein, der mit gelassener, leicht lächelnder Miene und mit seinem Säbel gegenüber auf einem Stuhl sitzt. Neben ihm bückt sich ein Soldat zu dem Prinzen, redet gleichfalls auf ihn ein und zeigt dabei mit ausgestrecktem Arm nach vorn. Hinter Albrecht stehen in ihren Uniformen der sich hier selbst verewigende Maler Freyberg und, mit nachdenklichen Mienen, der Major Hagen und der Major von Reclam. In die Reliefumrandung sind die Namen der Deutschen wie folgt eingraviert: Prinz Albrecht von Preußen, Maler Conrad Freyberg, Major Hagen, Major v. Reclam. Unten rechts trägt die Szene die Inschrift: ORGÉRES – LOIGNY, 2. DECB 1870.
- Das gegenüberliegende Westrelief Verfolgung des Feindes über Frenois auf Sedan[7] stellt ein Reiterkommando vom 31. August 1870 mit Prinz Albrecht an der Spitze in oder bei Frénois dar (Gravur: Frenois 31. August 1870). Von links nach rechts zeigt das Bild folgende Personen beziehungsweise sind in den Rahmen des Reliefs folgende Namen eingraviert: Prinz Albrecht von Preußen Erbprinz ● Bernh. v. Sachs. Meiningen ● Leutnant Strahl ● Major von Gra(?)deki ● Major v. Versen ● Kammerd. Ferdinand ● Oberst Wright. Wright war als Oberst Kommandeur des Rheinischen Dragoner-Regiments Nr. 5. Bernhard von Sachsen-Meiningen nahm als Ordonnanzoffizier der 6. Kavalleriedivision am Krieg teil. Ein Fahnenmeer im rechten Bildhintergrund weist auf die unmittelbar folgende Hauptmacht der Kavallerie hin. Die Pferde galoppieren über niedergerissene Zäune, Feldflaschen, Rucksäcke, Gewehre und Soldatenmützen, die verstreut am Boden liegen. An diesem Tag der Schlacht von Sedan beobachteten König Wilhelm von Preußen und sein Stab die Schlacht von einem Hügel in der Nähe von Frénois aus. Gegen 7 Uhr abends ritt der Generaladjutant Napoleons III. Graf Reille auf die Höhen von Frénois und übergab das französische Kapitulationsangebot an den König.[6]